# Muga de Alba
Muga de Alba es una localidad del municipio de Losacino, en la comarca de Alba, provincia de Zamora (España).
El pueblo se encuentra situado junto al río Aliste, en la antigua calzada romana de Zamora a Galicia.

## Topónimo
En Muga de Alba y los cercanos topónimos Muga de Sayago y Mogadouro (ya en Portugal) pervive una antigua raíz, para la que Coromines describe una múltiple base protovasca “mūga, mŏga, būga, bŏga“ (mojón; límite entre dos términos). Extrañamente desgajado de su territorio de implantación principal en el Pirineo, este término reaparece en Zamora y en el norte de Portugal, como indica Riesco Chueca. Se registra también un paraje de Valdemuga, en Cunquilla de Vidriales.

## Historia
Durante la Edad Media Muga de Alba quedó integrado en el Reino de León, cuyos monarcas habrían acometido la repoblación de la localidad dentro del proceso repoblador llevado a cabo en la zona. Tras la independencia de Portugal del reino leonés, en 1143, la localidad habría sufrido por su situación geográfica los conflictos entre los reinos leonés y portugués por el control de la frontera.
Por otro lado, durante los siglos XIII y XIV Muga de Alba perteneció a la Orden del Temple, formando parte de la encomienda templaria de Alba una vez que el rey Alfonso IX de León otorgó a esta Orden la comarca, donación que se hizo efectiva en 1220 tras una posible entrega anterior.
Durante la Edad Moderna, Muga de Alba estuvo integrado en el partido de Carbajales de Alba de la provincia de Zamora, tal y como reflejaba en 1773 Tomás López en Mapa de la Provincia de Zamora. Así, al reestructurarse las provincias y crearse las actuales en 1833, la localidad se mantuvo en la provincia zamorana, dentro de la Región Leonesa, integrándose en 1834 en el partido judicial de Alcañices, dependencia que se prolongó hasta 1983, cuando fue suprimido el mismo e integrado en el Partido Judicial de Zamora.
Finalmente, en torno a 1850, el antiguo municipio de Muga de Alba se integró en el de Losacino.

## Fiestas
En Muga celebra el día de Nuestra Señora de las Mercedes, el día 24 de septiembre, y la romería de la Virgen de Fátima, el día 13 de mayo.